# Enekoitz Azparren
Enekoitz Azparren Irurzun (San Sebastián, Guipúzcoa, 5 de febrero de 2002) es un ciclista español que compite con el equipo Q36.5 Pro Cycling Team.

## Biografía

### Inicios
Su padre es Mikel Azparren, un ciclista aficionado especializado en carreras de larga distancia, Su hermano mayor, Xabier Mikel, también es ciclista y se convirtió en profesional en 2021 con Euskaltel-Euskadi. Criado en este ambiente, debutó en la escuela ciclista Donosti Berri Txirrindula Eskola en la comarca de Donostialdea.
En juveniles corrió con el equipo Ampo, vinculado a la formación Laboral Kutxa, que actuaba como cantera de la Fundación Euskadi. También lo entrenó Jorge Azanza, exciclista profesional. Corredor esbelto, ganó varias veces en carreras autonómicas vascas y también brilló en la pista.
En 2021 continuó su progresión dentro de la Fundación Euskadi incorporándose al club Laboral Kutxa. Buen rodador, este temporada se convirtió en campeón autonómico de Guipúzcoa y tercero del campeonato de España de contrarreloj, en la categoría sub-23.
Durante la temporada 2022, ganó notablemente el campeonato autonómico del País Vasco y obtuvo varios lugares de honor, principalmente en su región de origen. En agosto fue seleccionado para el equipo español para competir en el Tour del Porvenir.
En 2023 fichó por el equipo profesional Euskaltel-Euskadi iniciando su camino en el profesionalismo.

## Palmarés
- Aún no ha conseguido victorias como profesional.

## Resultados

### Vueltas menores
| Carrera | Carrera              | 2023 | 2024 |
| ------- | -------------------- | ---- | ---- |
|         | Vuelta al País Vasco | —    | 85.º |

### Campeonatos
| Carrera             | Carrera             | 2023 | 2024 |
| ------------------- | ------------------- | ---- | ---- |
| España en Ruta      | España en Ruta      | Ab.  | Ab.  |
| España Contrarreloj | España Contrarreloj | 13.º | 17.º |

—: No participa

Ab.: Abandona

F. c.: Fuera de control

X: No se disputó

## Equipos
- Euskaltel-Euskadi (2023-2024)
- Q36.5 Pro Cycling Team (2025-)